# José Luis Cardoso
Pour les articles homonymes, voir Cardoso.
José Luis Cardoso (né le 2 février 1975 à Séville en Espagne) est un pilote de vitesse moto espagnol.